# Gunungjati (Pagedongan)
Gunungjati is een bestuurslaag in het regentschap Banjarnegara van de provincie Midden-Java, Indonesië. Gunungjati telt 2528 inwoners (volkstelling 2010).